# Torneo de las Cuatro Naciones 1905

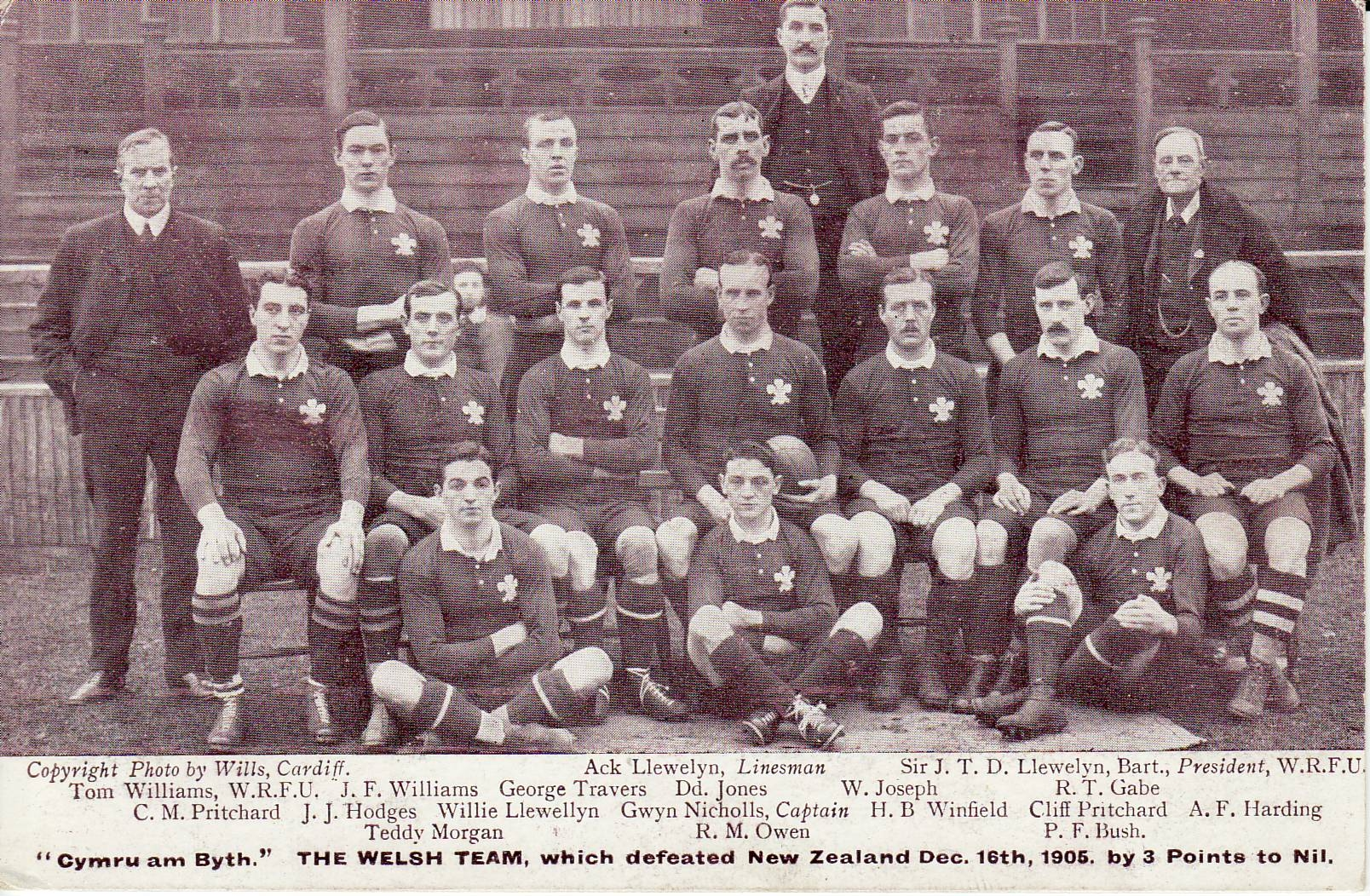
Gales obtuvo el título de la edición número 23 del Torneo Cuatro Naciones.

El Torneo de las Cuatro Naciones de 1905 (Home Nations Championship 1905) fue la 23° edición del principal Torneo de rugby del Hemisferio Norte.
El campeonato fue ganado por la selección de Gales.

## Clasificación
| Lugar | Selección  | Partidos | Partidos | Partidos  | Partidos | Puntos  | Puntos    | Puntos | Tabla de puntos |
| Lugar | Selección  | Jugados  | Ganados  | Empatados | Perdidos | A favor | En contra | dif.   | Tabla de puntos |
| ----- | ---------- | -------- | -------- | --------- | -------- | ------- | --------- | ------ | --------------- |
| 1     | Gales      | 3        | 3        | 0         | 0        | 41      | 6         | +35    | 6               |
| 2     | Irlanda    | 3        | 2        | 0         | 1        | 31      | 18        | +13    | 4               |
| 3     | Escocia    | 3        | 1        | 0         | 2        | 16      | 17        | -1     | 2               |
| 4     | Inglaterra | 3        | 0        | 0         | 3        | 3       | 50        | -47    | 0               |

## Resultados
| 14 de enero | Gales | 25 - 0 | Inglaterra | Cardiff, |  |

| 4 de febrero | Escocia | 3 - 6 | Gales | Edimburgo, |  |

| 11 de febrero | Irlanda | 17 - 3 | Inglaterra | Cork, |  |

| 25 de febrero | Escocia | 5 - 11 | Irlanda | Edimburgo, |  |

| 11 de marzo | Gales | 10 - 3 | Irlanda | Swansea, |  |

| 18 de marzo | Inglaterra | 0 - 8 | Escocia | Richmond, |  |

## Premios especiales
- Triple Corona:  Gales
- Copa Calcuta:  Escocia